# Прапор Зміївського району
Пра́пор Змії́вського райо́ну — затверджений рішенням VII сесії ХХІІІ скликання Зміївської районної ради від 24 вересня 1999 року.

## Опис
Прапор є прямокутним полотнищем (відношення ширини до довжини 2:3) малинового кольору із зображенням у центральній частині герба району. Висота гербового щита дорівнює 1/2 ширини прапора. Прапор району двосторонній. Навершя древка є металевим конусом висотою, рівною 1/10 ширини прапора, основа конуса дорівнює двом діаметрам древка, закріплюється на циліндричній основі висотою, рівною 1/20 ширині прапора. Колір металу, з якого виготовляється навершя, срібний.